# Поліградієнтний сепаратор

Поліґрадієнтний сепаратор: 1 – барабан; 2 – магнітна система; 3 – сталеві кулі; 4 – ванна; 5 – сито; 6 – поріг; 7 – живильник; 8, 9 – бризкала; 10 – породний відсік; 11 – концентратний відсік.

Поліґрадієнтний сепаратор складається з барабана 1, в середині якого закріплена магнітна система 2. Робоча зона сепаратора заповнена сталевими кулями 3. У нижній частині ванни 4 розташовано дугове сито 5 з порогом 6. Сепаратор обладнаний живильником 7 і бризкалами 8 і 9.
Вихідний матеріал з живильника у вигляді пульпи подається на шар куль, який утримується на барабані полем магнітної системи. Немагнітні частинки профільтровуються через шар куль і надходять у породний відсік 10 ванни. Магнітні частинки утримуються магнітною силою в каналах між кулями, піднімаються з ними у верхню частину барабана, де відбувається остаточне відмивання немагнітних частинок водою з бризкала 8. Кулі разом з магнітними частинками транспортуються барабаном на сито 5, де виконується відмивання магнітних частинок водою з бризкала 9. Магнітні частинки потрапляють у концентратний відсік 11 ванни, а кулі проходять через поріг і знов подаються у зону дії магнітного поля. Далі процес повторюється.
Технічні характеристики поліґрадієнтних сепараторів